# تشارلز همفريز
تشارلز همفريز (بالإنجليزية: Charles Humphreys)‏ هو سياسي أمريكي، ولد في 19 سبتمبر 1714 في الولايات المتحدة، وتوفي في 11 مارس 1786.